# لری بلک
لری بلک (انگلیسی: Larry Black; ۲۰ ژوئیهٔ ۱۹۵۱ – ۸ فوریهٔ ۲۰۰۶) دونده اهل ایالات متحده آمریکا بود.
وی در مسابقات کشوری و بین‌المللی در مجموع برندهٔ ۱ مدال طلا، ۱ مدال نقره شده‌است.